# Eleonoria philippinica
Eleonoria philippinica är en stekelart som beskrevs av Braet och Van Achterberg 2000. Eleonoria philippinica ingår i släktet Eleonoria och familjen bracksteklar. Inga underarter finns listade i Catalogue of Life.